# 早稲町
早稲町（わせちょう）は、福島県福島市の町名。2017年（平成29年）6月30日現在の人口は309人。郵便番号は960-8044。

## 地理
市の本庁所管にあたる中央東地域に属し、福島駅東口の駅前繁華街からあづま陸橋を挟んで南側に隣接する。東西はJR東北本線から旧奥州街道の西に平行する西裡通り（市道）にかけて、南北はあづま陸橋から、その2区画南の一番町通りにかけての範囲を町域とする。西から北にかけて栄町、北東で本町、東で中町、南で五月町 と隣接する。福島駅に接続する町域を持つが鉄道用地としては利用されず、住宅地、低層商業地として利用される。上町に所在する福島警察署及び天神町に所在する福島消防署の管轄にあたる。

## 歴史
江戸時代以前の福島城下町だった頃は「西裡」と呼ばれる奥州街道西方の裏側に位置した寺町の一つであり、1897年に字名変更が行われ、西裡通三丁目、五月田、寺裏、早稲田（一部は北隣りの栄町へ）と呼ばれていた区域であった場所を再編し早稲町となった。
2000年代以降町域内の各所で再開発が行われ、旧丸公水産跡地に2004年開業したラヴィバレ一番丁を皮切りに、JR駐車場跡地に2005年開館したNHK福島放送局・こむこむと大型施設が開業し、駐車場として使われていた映画館・国際パール跡地に医療機関と集合住宅の複合施設「福島キャッスル・コートパセフィコ」も建設されている。

### 沿革
- 1897年（明治30年）- 信夫郡福島町の町名となる。
- 1907年（明治40年）- 福島市の町名となる。
- 1959年（昭和34年）- 現在連山車に参加している早稲町の山車が完成。
- 1964年（昭和39年）- 住居表示が施行される。
- 2004年（平成16年）- ラヴィバレ一番丁開館。
- 2005年（平成17年）- 福島市子供の夢を育む施設こむこむ開館・NHK福島放送会館移転開業。
- 2016年（平成28年）- 福島キャッスル・コートパセフィコ開業。

## 世帯数と人口
2017年（平成29年）6月30日現在の世帯数と人口は以下の通りである。
| 町丁   | 世帯数  | 人口  |
| ------ | ------- | ----- |
| 早稲町 | 178世帯 | 309人 |

## 交通
道路
- 福島県道3号福島飯坂線（飯坂街道）・ 福島県道70号福島吾妻裏磐梯線（高湯街道）（町域の北端）

バス停
- 福島交通市内循環1コース・2コース（日中時間帯のみ）
  - こむこむ館前
  - 早稲町（市内循環1コースのみ）
  - 一番丁商店街（設置箇所は境界上の道路の五月町側であり、厳密には町内ではない。市内循環2コースのみ。）

## 施設
- NHK福島放送局
- こむこむ
- 尚志高等学校単位制・通信制課程福島駅前キャンパス
- ラヴィバレ一番丁
- 福島キャッスル・コートパセフィコ - 医療複合施設に分譲マンションを併設[4]。
  - 福島セントラルクリニック
  - シニアレジデンス福島キャッスル - 老人ホーム。
- 一番丁商店街
- 東安寺 - 曹洞宗の寺院。
  - 秋葉堂 - 東安寺境内。